# Club Atlético River Plate 1924
Questa voce raccoglie le informazioni riguardanti il Club Atlético River Plate nelle competizioni ufficiali della stagione 1924.

## Stagione
Dopo un avvio di campionato altalenante, il River ottenne una serie di pareggi; più avanti riuscì a trovare maggior continuità e fu sconfitto in poche altre occasioni. Ciò non fu tuttavia sufficiente a permettere al club di raggiungere la vetta della classifica.

## Maglie e sponsor
| Casa |

## Rosa
| N. |                      | Ruolo | Calciatore            |
| -- | -------------------- | ----- | --------------------- |
|    | Argentina (bandiera) | P     | Juan Crotti           |
|    | Argentina (bandiera) | P     | Horacio Daniello      |
|    | Argentina (bandiera) | P     | Feliz Gómez           |
|    | Argentina (bandiera) | P     | Carlos Ísola          |
|    | Argentina (bandiera) | P     | Pedro Stringa         |
|    | Argentina (bandiera) | D     | Ricardo Anglese       |
|    | Argentina (bandiera) | D     | Pedro Choperena       |
|    | Argentina (bandiera) | D     | Jacinto Giúdice       |
|    | Argentina (bandiera) | D     | Juan Carlos Iribarren |
|    | Argentina (bandiera) | D     | Pedro Pappy           |
|    | Argentina (bandiera) | C     | Vicente Caliendo      |
|    | Argentina (bandiera) | C     | Pedro Etchenique      |
|    | Argentina (bandiera) | C     | Cándido García        |
|    | Argentina (bandiera) | C     | Héctor Moyano         |

| N. |                      | Ruolo | Calciatore         |
| -- | -------------------- | ----- | ------------------ |
|    | Argentina (bandiera) | C     | Alberto Rissone    |
|    | Argentina (bandiera) | C     | Roberto Taramasso  |
|    | Argentina (bandiera) | C     | Antonio Traverso   |
|    | Argentina (bandiera) | A     | Ildefonso Alzúa    |
|    | Argentina (bandiera) | A     | Casildo Fallatti   |
|    | Argentina (bandiera) | A     | Enrique Gainzarain |
|    | Argentina (bandiera) | A     | Eduardo Espoille   |
|    | Argentina (bandiera) | A     | Gustavo González   |
|    | Argentina (bandiera) | A     | Domingo Lattari    |
|    | Argentina (bandiera) | A     | Pascual Licciardi  |
|    | Argentina (bandiera) | A     | Emilio Medone      |
|    | Argentina (bandiera) | A     | Francisco Noé      |
|    | Argentina (bandiera) | A     | Francisco Rey      |
|    | Argentina (bandiera) | A     | José Rodríguez     |

## Statistiche

### Statistiche di squadra
| Competizione     | Punti | Totale | Totale | Totale | Totale | Totale | Totale | DR  |
| Competizione     | Punti | G      | V      | N      | P      | Gf     | Gs     | DR  |
| ---------------- | ----- | ------ | ------ | ------ | ------ | ------ | ------ | --- |
| Primera División | 31    | 23     | 13     | 5      | 5      | 30     | 20     | +10 |
| Totale           | -     |        |        |        |        |        |        | -   |